# Форд, Джеральд Рудольф
Дже́ральд Рудольф Форд-младший (англ. Gerald Rudolph Ford Jr.; при рождении — Лесли Линч Кинг-младший (англ. Leslie Lynch King Jr.); 14 июля 1913, Омаха, штат Небраска, США — 26 декабря 2006, Ранчо-Мираж, штат Калифорния, США) — американский политический и государственный деятель, 38-й президент США с 1974 по 1977 год и 40-й вице-президент США при президенте Ричарде Никсоне (1973—1974) от Республиканской партии. Единственный президент США, который не выигрывал выборы на пост президента или вице-президента.
Родился в Омахе, Небраска, и вырос в Мичигане. С 1942 по 1946 служил в резерве Военно-морских сил США, после чего в 1949 году начал политическую карьеру как член Палаты представителей от 5-го избирательного округа Мичигана, и пробыл в этой роли почти 25 лет, из которых последние 9 также был лидером своей партии в Палате представителей. В декабре 1973 года он был назначен Никсоном на пост вице-президента после того, как его предшественник Спиро Агню подал в отставку. В августе 1974 года Никсон также подал в отставку в результате Уотергейтского скандала, и Форд занял должность президента.
Как президент, он столкнулся с худшей американской экономикой со времён Великой депрессии, характеризовавшейся высокой инфляцией и рецессией. Форд также принял спорное решение помиловать Ричарда Никсона. Во внешней политике Форд подписал Хельсинкские соглашения и завершил участие сил США во Вьетнамской войне. В 1976 году он выиграл республиканские праймериз, победив будущего президента Рональда Рейгана, но проиграл кандидату от Демократической партии, Джимми Картеру. Эксперты и историки оценивают его президентство как «ниже среднего».

## Биография

### Детство и юность
Лесли Линч Кинг-младший родился 14 июля 1913 года в Омахе (штат Небраска) в семье торговца шерстью Лесли Линча Кинга-старшего (1884—1941) и его супруги Дороти Кинг (1892—1967). Изначально Джеральд Форд носил имя отца. После развода с мужем Дороти Кинг забрала Лесли с собой и уехала к родителям в штат Мичиган. 1 февраля 1916 года она вышла замуж за торговца лакокрасочными материалами Джеральда Рудольфа Форда-старшего. Лесли Кинг-младший стал носить имя своего отчима лишь с декабря 1935 года. Никогда не был официально усыновлён. Помимо Джеральда, у его отчима и матери были сыновья: Томас Гарднер (1918—1995), Ричард Аддисон (1924—2015) и Джеймс Фрэнсис (1927—2001). О своём биологическом отце, как и о его неуравновешенном характере и склонности к рукоприкладству, ставшими причиной развода с Дороти Кинг, будущий президент США узнал лишь в 17 лет, а о единоутробных братьях и вовсе в 1960 году. С самим биологическим отцом Форд виделся редко. Взаимоотношения их не были совсем уж плохими, но и не отличались теплотой.
В детстве и юности Джеральд Форд-младший был скаутом, занимался футболом и прилежно учился. В обоих своих увлечениях достиг завидных высот. В скаутах получил самое высокое звание в лице «разведчика-орла». Примечательно то, что Форд — единственный «разведчик-орёл», который стал президентом США. В футбольной команде средней школы он был капитаном. Во время учёбы в университете Форд младший продолжал играть в футбол и дважды становился чемпионом в 1932 и 1933 годах. Позже Форд был удостоен чести быть приглашённым в сборную команду «Все звёзды» и ещё не раз блеснул мастерством на футбольном поле.
В 1935 году Форд окончил Мичиганский университет со степенью бакалавра экономических наук. Он получил предложения от двух клубов Национальной футбольной лиги в лице Детройт Лайонс (штат Мичиган) и Грин-Бей Пэкерс (штат Висконсин), но оба отклонил. Он сделал выбор в пользу работы тренером по боксу, помощником тренера по футболу в Йельском университете и учёбы в юридической школе. Настоящим его желанием было учиться в Йельском университете на факультете юриспруденции. Однако дирекция посчитала, что его работа будет мешать учёбе. Тем не менее, в 1937 году Форд прошёл подготовительные курсы в Йельском университете и в 1938 году стал студентом юридического факультета Йельского университета. В 1941 году Форд окончил юридический факультет и был принят в Коллегию адвокатов штата Мичиган.

### Вторая Мировая война
После вступления США во Вторую мировую войну Джеральд Форд прошёл курсы военных инструкторов, после чего стал тренировать военнослужащих. Служил в ВМС США в Тихом океане на военном корабле Monterey. Помимо тренировок военных не забывал о спорте и был и спортивным тренером. В апреле 1942 года — энсин, в июне того же года — младший лейтенант, в марте 1943 года — лейтенант флота. Участвовал в Битве при Марианских островах и других сражениях в Тихоокеанском регионе. В декабре 1944 года в рамках боевых действий на корабле Monterey произошёл пожар, потушенный при нескромном участии Форда. Однако после этого корабль был признан непригодным для участия в боевых действиях, а Форд отправлен в лётную школу ВМС в Калифорнийском колледже святой Марии. Там он работал на спортивном факультете до апреля 1945 года. В апреле 1945 — январе 1946 года состоял в штате военно-морского резерва учебного командования на базе Гленвью (штат Иллинойс) в звании лейтенант-коммандера. В феврале 1946 года Рудольф был переведён в резерв в звании капитан-лейтенанта. Тогда же ушёл в отставку.

### Политическая карьера
После завершения военной карьеры Джеральд Форд занялся политикой в рядах Республиканской партии. Его первая избирательная кампания в 1948 году была неожиданно успешной, и Форд был избран в Палату представителей от 5-го избирательного округа штата Мичиган.
В начале 1950-х годов отклонил предложения баллотироваться в Сенат или на пост губернатора штата Мичиган. Своей главной целью в политике тогда считал должность спикера Палаты представителей.
Как член Палаты представителей, не был инициатором какого-либо крупного законопроекта. Поддерживал принятие Законов о гражданских правах 1957, 1960, 1964 и 1968 годов, 24-й конституционной поправки и Закона об избирательных правах 1965 года. Участвовал в работе комиссии Уоррена, расследовавшей убийство 35-го президента США Джона Кеннеди. В 1965—1973 годах был лидером меньшинства в Палате представителей. В 1963—1965 и 1965—1973 годах также занимал партийные должности в Палате представителей. По сути, был главным республиканцем своей палаты.
В 1973 году был назначен президентом Ричардом Никсоном на пост вице-президента США после отставки Спиро Агню. Утверждён 27 ноября Сенатом и 6 декабря Палатой представителей, после чего вступил в должность. Менее чем через год, 9 августа 1974 года, Джеральд Форд вступил на пост президента США, когда в отставку подал уже сам Никсон в связи с расследованием по делу Уотергейта.
На сегодняшний день Джеральд Форд — единственный в истории США президент, который никогда не был избран президентом или вице-президентом всенародно.

### Президентство

#### Внутренняя политика
20 августа 1974 года Джеральд Форд назначил экс-губернатора штата Нью-Йорк Нельсона Рокфеллера на пост вице-президента США. Однако в эту должность Рокфеллер официально вступил лишь 19 декабря. Своё вице-президентство он рассматривал как временное и не был намерен баллотироваться в паре с Фордом на президентских выборах в ноябре 1976 года, о чём сказал ему в ноябре 1975 года.
Очень противоречивую оценку со стороны общественности вызвало решение Форда помиловать своего предшественника Никсона (8 сентября 1974 года) за все преступления, которые тот мог совершить за время президентства. Так как процедура импичмента Никсона в Сенате не успела начаться из-за его отставки, то президент имел право на такое помилование. В итоге, уже в январе 1975 года президентский рейтинг Форда составлял 37 % и на протяжении его президентства оставался невысоким и никогда не поднимался выше показателя в размере 71 % (таким он был в первые дни президентства Форда и до его решения о помиловании Никсона).
16 сентября 1974 года президент Форд подписал Прокламацию, в рамках которой бежавшим из США уклонистам от войны во Вьетнаме была обещана амнистия в обмен на двухлетнюю службу в армии. Такое же условие амнистии было и для дезертиров, прослуживших в армии США менее двух лет. В январе 1977 года, когда президентом США стал уже политик-демократ Джимми Картер, уклонистам от Вьетнамской войны была объявлена уже безусловная амнистия.
На промежуточных выборах в Конгресс США 5 ноября 1974 года республиканцы потерпели поражение и потеряли контроль над обеими палатами парламента страны.
В 1975 году подписал Прокламацию о полном равенстве мужчин и женщин перед законом. 26 августа 1975 года на территории США был введён праздник Дня равенства женщин. Осенью того же года Форд почти полностью поменял состав своей администрации.
При президентстве Джеральда Форда в США разразилась эпидемия свиного гриппа.
На протяжении своего президентства, длившегося чуть больше двух лет, Форд имел весьма натянутые отношения с Конгрессом и часто использовал право президентского вето для того, чтобы заблокировать неугодные ему законопроекты и инициативы со стороны конгрессменов.

#### Отношения с СССР
Недолгое президентство Форда ознаменовалось продолжением политики разрядки в отношениях с СССР. Так, в ноябре 1974 года Форд совершил визит в СССР и встречался с Леонидом Брежневым во Владивостоке, а конкретно в Воздвиженке, Уссурийский район, Приморский край. В ходе этой встречи были согласованы общие подходы к Соглашению по ОСВ-2 и количественные «потолки» на отдельные виды стратегических ядерных ракет и на ракеты с разделяющимися боеголовками. Однако само ОСВ-2 было подписано уже при Джимми Картере. В 1975 году Форд от лица США подписал Хельсинкские соглашения, являвшиеся важной частью разрядки международной напряжённости 1970-х годов.

#### Конец Вьетнамской войны
В апреле 1975 года закончилась Вьетнамская война: силы Северного Вьетнама захватили Южный Вьетнам и взяли столицу страны Сайгон. Для остававшихся там тогда сил США и не одной тысячи граждан Южного Вьетнама это была самая настоящая катастрофа, процесс их эвакуации был крайне быстрым и напряжённым. После падения Сайгона администрация Форда ввела запрет на оказание какой-либо помощи Южному Вьетнаму, в скором времени слившимся с Северным Вьетнамом в Социалистическую Республику Вьетнам. С уходом американской армии из Вьетнама за следующие несколько лет в США образовалась достаточно большая диаспора южновьетнамских беженцев.

#### Политика на Ближнем Востоке
В 1975 году произошло сильное осложнение взаимоотношений США и Израиля. С марта по сентябрь США даже перестали оказывать Израилю какую-либо помощь. Одновременно с этим улучшались отношения США и Египта, чей президент Анвар Садат всё сильнее отдалялся от СССР и желал сделать свою страну союзником США. Однако по-настоящему решительные шаги в сторону сближения с США Садат сделал уже при Джимми Картере. При нём же Египет вошёл в список стран, получавших военно-экономическую помощь от США.

#### Отношения с КНР
Форд продолжил начатый Никсоном процесс улучшения отношений с КНР. В декабре 1975 года он посетил КНР с официальным визитом, где встретился с Дэном Сяопином и отошедшим от полноценного управления страной Мао Цзэдуном. При президентстве Форда у США и КНР начали формироваться общие внешнеполитические интересы и схожее отношение к определённым актуальным тогда темам международной политики. Так, обе страны стали поддерживать ангольские антикоммунистические силы во главе с Жонасом Савимби из УНИТА после того, как в 1975 году в Анголе началась гражданская война.

#### Формирование Большой семёрки
Идея проведения встреч руководителей наиболее промышленно развитых стран мира возникла в начале 1970-х годов в связи с проблемами мировой экономики и ухудшением отношений между США, странами Западной Европы и Японией по экономическим и финансовым вопросам.
На первое специальное совещание такого рода 15—17 ноября 1975 года во дворце Рамбуйе по инициативе тогдашнего президента Франции Валери Жискар д’Эстена собрались главы государств и правительств шести стран (с начала 1970-х годов подобные встречи проводились на уровне министров финансов) в лице Франции, США, Великобритании, ФРГ, Италии и Японии. На встрече G6 была принята Совместная декларация по экономическим проблемам, в которой содержался призыв о неприменении агрессии в торговой области и отказе от установления новых дискриминационных барьеров. С тех пор встречи лидеров этих стран в рамках данного мероприятия проходят ежегодно.
В 1976 году Большая шестёрка превратилась в Большую семёрку, приняв в свой состав Канаду.

#### Ситуация в Восточном Тиморе
28 ноября 1975 года бывшая португальская колония Восточный Тимор объявила о независимости, но уже 7 декабря в неё вторглись войска Индонезии. США, видевшие в тогдашнем президенте Индонезии Сухарто надёжного союзника, не только не осудили, но и высказались в поддержку индонезийского вторжения.

#### Экономика
В экономике Джеральд Форд столкнулся с самым сильным на тот момент экономическим кризисом со времён Великой депрессии и высокими показателями безработицы и инфляции. Федеральный бюджет США был подорван низкими налогами, вследствие чего администрации Форда пришлось сократить финансирование многих программ невоенного характера. Также при Форде США не смогли оправиться от мирового нефтяного кризиса 1973 года.

#### Президентские выборы 1976 года
8 июля 1975 года Джеральд Форд объявил о намерении участвовать в президентских выборах 1976 года и баллотироваться на второй срок.
В рамках внутрипартийных выборов Форд активно соперничал с Рональдом Рейганом, представлявшим консервативное крыло Республиканской партии. Он с трудом смог победить Рейгана и добиться официального выдвижения на пост президента в рамках партийной национальной конвенции, проходившей 16-19 августа 1976 года в Канзас-Сити (штат Миссури). Себе в напарники вместо Нельсона Рокфеллера Форд выбрал сенатора от штата Канзас Роберта Доула.
Соперником Форда на президентских выборах 1976 года был экс-губернатор штата Джорджия Джимми Картер. Малоизвестный до 1976 года политик-провинциал смог стать официальным кандидатом в президенты от демократов за счёт своей отдалённости от вашингтонских интриг вроде Уотергейтского скандала, близости к простым гражданам, умения чётко и ясно доносить до них свои взгляды и предвыборные обещания, правильного использования разных неудач Форда в своих речах и наличия некоторой харизмы. Его напарником был такой же далёкий от каких-либо скандалов сенатор от штата Миннесота Уолтер Мондейл. Во время соперничества непосредственно с Фордом Картер ещё более активно применял свои преимущества перед президентом-республиканцем. Он утверждал, что сможет сократить безработицу до 4,5 % и уменьшить инфляцию 4 % в год, пообещал основательно пересмотреть федеральную налоговую систему, которую назвал «позором рода человеческого», заявлял, что попытается ввести единую федеральную систему социального обеспечения и снизить стоимость лечения в медицинских стационарах. Картер пообещал также полную реорганизацию федерального чиновничьего аппарата и создание «открытого правительства». Во внешней политике он считал приоритетом соблюдение прав человека во всём мире. По итогам нескольких теледебатов осенью 1976 года Картер вышел скорее победителем, чем проигравшим, либо и не выигравшим и не победившим. По итогам президентских выборов 2 ноября он одержал победу, сумев, в частности, завоевать голоса выборщиков почти во всех южных штатах страны, что не удавалось демократам уже достаточно давно. Однако его отрыв от Форда был довольно скромен: он набрал 297 голосов выборщиков, в то время как Форд — 240. Один голос выборщика из штата Вашингтон достался Рональду Рейгану.

#### Покушения
За время президентства на Форда было совершено два покушения. 5 сентября 1975 года в Сакраменто (штат Калифорния) последовательница Чарльза Мэнсона Линетт Фромм направила в сторону Форда пистолет, но выстрелить не успела, так как тут же была схвачена сотрудником Секретной службы. 22 сентября того же года в Сан-Франциско Сара Джейн Мур, известная радикальными взглядами, выстрелила в Форда из револьвера и промахнулась, после чего её обезоружил отставной морской пехотинец Оливер Сиппл. С октября 1975 г. Форд на публике стал надевать пальто с пулезащитной кевларовой подкладкой.

### После президентства
После ухода с поста президента Джеральд Форд жил в Денвере (штат Колорадо) и продолжительное время работал в Американском институте предпринимательства. Также занимался инвестированием в нефтяной бизнес и написанием мемуаров. Ближе к президентским выборам 1980 года рассматривал возможность участия в них, но в итоге отказался от этого. При президентстве Картера улучшил взаимоотношения с ним, а после того, как тот перестал быть президентом, их отношения даже стали дружескими. Вместе они, например, посетили похороны Анвара Садата в октябре 1981 года. В 1982 году основал Всемирный форум AEI. Иногда делал политические заявления, последним из которых было заявление с критикой американской интервенции 2003 года в Ирак, сделанное в июле 2004 года.
Форд находился в статусе экс-президента США 29 лет, но не побил рекорд Герберта Гувера. 12 ноября 2006 года он побил рекорд, ранее принадлежавший Рональду Рейгану, и стал самым долгоживущим на тот момент президентом США. Умер 26 декабря 2006 года в городе Ранчо-Мираж (штат Калифорния) от атеросклероза.
Государственные похороны Джеральда Форда продолжались три дня. На траурной церемонии прощания в Капитолии и Национальном кафедральном соборе Вашингтона присутствовали, кроме семьи, президент Буш, экс-президенты с супругами, члены Конгресса, Верховного суда и дипломатического корпуса, а также многие другие высокопоставленные лица. Гроб с телом покойного перевезли сначала в Гранд-Рапидс (штат Мичиган), где в Епископальной церкви прошла заупокойная служба, и затем, переправив в город Ранчо-Мираж, установили его в помещении Музея имени Джеральда Форда. В трёх этих городах проститься с Фордом пришли десятки тысяч граждан США. В стране был объявлен траур. 3 января 2007 года на территории музея состоялись похороны экс-президента.

## Память
В память о Джеральде Форде выпущены почтовые марки, отчеканены монеты и медали. Также в честь Форда названы авианосец ВМС США «Джеральд Р. Форд», автострады в штатах Небраска и Мичиган, одно из офисных зданий Капитолийского комплекса, шоссе в штате Колорадо, аэропорт в Гранд-Рапидсе, школа государственной политики при Университете Мичигана и другие различные объекты.
Жизни и деятельности экс-президента посвящены фильмы, книги и статьи. Большинство авторов считают президентство случайно попавшего в Белый дом Форда слабым и утверждают, что в истории США он оставил след только лишь как человек, помиловавший Никсона.

## Личная жизнь
В 1948 году женился на Элизабет (Бетти) Форд (1918—2011), с которой прожил до своей смерти. У них были сыновья Майкл Джеральд (род. 1950), Джон Гарднер (род. 1952) и Стивен Мейгс (род. 1956), и дочь Сьюзен Элизабет (род. 1957).
Форд был масоном. 30 сентября 1949 года инициирован в ложе «Мальта» № 465 в Гранд-Рапидсе. Посвящён в 33-ю степень шотландского устава в 1962 году.

## Награды
Американские:
- Медаль «За Американскую кампанию».
- Медаль «За Азиатско-тихоокеанскую кампанию».
- Медаль Победы во Второй мировой войне (1945).
- Президентская медаль Свободы (1999).
- Премия имени Джона Кеннеди (2001).

Иностранные:
- Орден Креста Земли Марии 1-го класса (Эстония; 7 января 1997).